# Unió Mallorquina
Unió Mallorquina (UM) fou un partit polític, nacionalista de caràcter centrista i ideologia liberal, mallorquí. Va ser fundada l'octubre de 1982, principalment com a continuació regionalista de la Unió de Centre Democràtic (UCD). El principal impulsor fou Jeroni Albertí i Picornell. El partit es dissolgué el 2011 esquitxat per nombrosos casos de corrupció i creà el nou partit Convergència per les Illes. Recentment s'ha iniciat el procés per reactivar el partit.

## Història
Fou fundada a l'octubre de 1982 com a continuació a Mallorca del partit centrista Unió de Centre Democràtic (UCD), llavors en plena descomposició i que havia estat hegemònic en l'illa en les eleccions de 1979, tant en les generals, com en les insulars, en les quals amb el 48% dels vots la UCD havia obtingut 15 dels 22 consellers del Consell Insular de Mallorca. El principal impulsor fou Jeroni Albertí i Picornell, llavors president del Consell Insular.
El primer congrés del partit va tenir lloc al març de 1983. Aquest mateix any, al maig, va concórrer a les primeres eleccions al Parlament balear. Unió Mallorquina obtingué sis diputats en el Parlament i sis consellers en el Consell Insular de Mallorca. Davant l'empat entre Coalició Popular i el PSOE tant en el Parlament (21 diputats cadascun) com en el Consell (onze consellers per partit), Unió Mallorquina va donar suport als conservadors per a permetre l'elecció de Gabriel Cañellas com a president balear. A canvi, Coalició Popular posà a Albertí com a president de nou del Consell. El 1985 es va celebrar el segon congrés del partit. Durant aquesta primera etapa del partit, Unió Mallorquina estigué vinculada al Partit Demòcrata Liberal d'Antonio Garrigues Walker. Al novembre de 1984, tant el PDL com Unió Mallorquina van participar en la creació del Partit Reformista (PRD). No obstant això els resultats del PRD en les eleccions de 1986 van ser molt dolents (a Balears, la llista del PRD obtingué 24.379 vots, un 7,20%, quedant en quart lloc i sense obtenir representació), el que va dur a la seva desaparició. Encara que el PRD no va sobreviure a l'experiència, sí que ho feu UM.
En les següents eleccions, les de 1987, la situació va ser molt similar a la de 1983, si bé UM, davant la competència del Centre Democràtic i Social experimentà una pèrdua d'uns 17.000 vots i dos parlamentaris. No obstant això, encara que la coalició Aliança Popular - Partit Liberal pujà en vots i escons en comparació de les anteriors eleccions (13 consellers de 33 en el Consell Insular i 25 de 59 en el Parlament), no fou suficient per a obtenir majoria absoluta. En aquesta situació, Unió Mallorquina donà de nou el seu suport a AP-PL permetent a Cañellas seguir al capdavant del Govern Balear, amb UM participant en el govern, en tant que el candidat popular Joan Verger es convertia, en el president del Consell de Mallorca. Jeroni Albertí es converteix en President del Parlament de les Illes Balears.
En el congrés d'Inca de 1989, Jeroni Albertí renúncia a presentar-se la reelecció com a president del partit, sortint elegit l'aleshores batle d'Inca, Antoni Pons Sastre, entrant el partit en una situació de crisi interna que desemboca en una coalició electoral amb el Partit Popular per presentar-se a les eleccions autonòmiques i municipals de 1991.
L'any 1992 fou elegida presidenta del partit Maria Antònia Munar, càrrec que ostentà fins al 2007.
El 1993 es produí la fusió amb la Unió Independent de Mallorca i amb Convergència Balear. El 1999 es va aliar amb Independents per Menorca. En 2002 se signà un acord de col·laboració política entre Unió Mallorquina i Unió Centristes de Menorca.
Unió Mallorquina és, juntament amb Convergència Democràtica de Catalunya i el Partit Liberal d'Andorra, membre de la Internacional Liberal des de l'any 2003. El president de la formació és, des del congrés extraordinari celebrat l'11 de juliol de 2009, a Artà, Miquel Àngel Flaquer, que va succeir a Miquel Nadal i Buades, exvicepresident del Consell Insular de Mallorca, extinent d'alcalde de Palma, regidor de la capital i conseller de Turisme del Govern de les Illes Balears de Francesc Antich Oliver (PSIB-PSOE).
En funció dels interessos de cada moment ha donat suport a governs del Partit Popular (1987-1991) però també el govern de l'esquerra plural, presidit pel socialista Francesc Antich, que va desallotjar en 1999 al Partit Popular del govern balear. Amb diferents suports ha ocupat la presidència del Consell Insular de Mallorca des de 1995.
A les eleccions locals i autonòmiques de 2007 va obtenir 31.689 vots (7,45% en el conjunt de l'arxipèlag balear), el que es va traduir en 88 regidors. En el Parlament de les Illes Balears obtingué 28.082 vots (6,75% en el conjunt), el que es traduí en 3 escons. En el Consell Insular de Mallorca obtingué també 3 consellers, amb 33.066 (9,89% dels vots a l'illa de Mallorca).
Bona part dels dirigents del partit van ser implicats en casos de corrupció com cas Can Domenge, cas Maquillatge, cas Son Oms o el cas Peatge. La nit del 28 de febrer de 2011, sent president Josep Melià Ques, davant la pressió d'haver estat detinguts tres alts càrrecs, forçà que el Consell Polític d'UM aprovàs la dissolució. Tres expresidents de la formació van ser condemnats: Miquel Nadal, Miquel Àngel Flaquer i la líder històrica del partit, Maria Antònia Munar, sentenciada a 14 anys de presó.

## Ideologia
UM segons figurava en els seus estatuts era un partit polític nacionalista, que es declarava hereu del mallorquinisme polític entès com la tradició històrica del pensament polític mallorquinista, i amb vocació de centralitat. Es definia com a democràtic, participatiu, plural, aconfessional, humanista, d'ideologia liberal i de caràcter centrista, i tenia com a objectiu polític fonamental el progrés de la societat, desenvolupament integral i el benestar de les persones a partir de la llibertat, l'equilibri social, la justícia, i la solidaritat.

## Unió Mallorquina i la gestió política
Unió Mallorquina al llarg de la seva història es va veure involucrada en nombrosos casos de corrupció que acabarien afectant la pràctica totalitat de la seva direcció política i durien a la dissolució final del partit. Aquesta situació va ser possible per la forma d'entendre la relació entre el partit i el poder polític que aquest gestionava. L'equidistància a dreta i esquerra no era, en aquest sentit, una equidistància política basada en elements programàtics o ideològics, sinó que sobretot era la capacitat de pactar en funció, de manera exclusiva, dels interessos personals i col·lectius del partit. I, un cop repartits els espais de poder, Unió Mallorquina emprava els ressorts a la seva disposició per a captar recursos econòmics (tant per al partit com a personalment) i per a establir una xarxa clientelar basada en l'ús discrecional dels recursos públics.
La pràctica corrupta d'Unió Mallorquina tenia les seves arrels en el caciquisme articulat a Mallorca a l'època de la Restauració borbònica pels partits dinàstics, amb expressions tan importants històricament com el maurisme o el verguisme. El poder caciquista a Mallorca s'ha estructurat a partir de la distribució de llocs de feina, concursos i concessions administratives i per l'ús del poder per afavorir els interessos propis i dels amics. Tanmateix, el model de caciquisme d'Unió Mallorquina, en relació al de la dreta conservadora tradicional, presenta algunes singularitats: la desvinculació respecte a xarxes estatals de poder (que cal no confondre amb regionalisme o nacionalisme polític) i una major intensitat en l'ús partidista del poder polític disponible.

## Resultats electorals

### Eleccions al Parlament
| Any  | Vots               | Vots               | Seats  | Seats | Govern        | Pos. |
| Any  | #                  | %                  | #      | ±     | Govern        | Pos. |
| ---- | ------------------ | ------------------ | ------ | ----- | ------------- | ---- |
| 1983 | 46,915             | 15.1%              | 6 / 54 | Nou   | Suport extern | 3r   |
| 1987 | 30,247             | 9.0%               | 4 / 59 | 2     | Govern        | 4t   |
| 1991 | Coalició amb el PP | Coalició amb el PP | 4 / 59 | =     | Govern        | 1r   |
| 1995 | 19,966             | 5.3%               | 2 / 59 | 2     | Oposició      | 5è   |
| 1999 | 26,682             | 7.3%               | 3 / 59 | 1     | Govern        | 4t   |
| 2003 | 31,781             | 7.4%               | 3 / 59 | =     | Oposició      | 4t   |
| 2007 | 28,178             | 6.7%               | 3 / 59 | =     | Govern        | 4t   |

## Organització
El Congrés és l'òrgan sobirà del partit i té la màxima representació d'aquest segons els estatuts aprovats a tots els congressos. Els acords i resolucions aprovats pel congrés tindran caràcter vinculant per a tots els òrgans i membres d'Unió Mallorquina. El congrés està compost per: 
a) tots els afiliats, o per tots els seus compromissaris, expressament elegits, basant-se en criteris de proporcionalitat, d'acord amb el seu reglament.
b) pels membres del Consell Polític.
(article 27).
El Consell Polític era el màxim òrgan entre Congressos. Li corresponen les més altes facultats de direcció, llevat de les que expressament corresponen al Congrés. Estava integrat pel president, el secretari general, els membres electes i els membres nats.
(article 31)
Les competències són:
- tenir cura del compliment dels acords i línies polítiques decidides pel Congrés
- Impulsar l'actuació general del partit i rebre informació i propostes del Consell Executiu
- Decidir en última instància els conflictes entre òrgans de partit o entre els afiliats i qualsevol d'aquests òrgans
- Ratificar el pressupost del partit i la revisió de comptes de l'exercici anterior que li presentarà el comitè executiu
- Sancionar les coalicions i acords electorals, parlamentaris, o de govern pactats pel comitè executiu del partit.
- Adoptar resolucions reglamentàries en matèria de conflictes i disciplina
- aprovar el reglament de cada congrés
- Ratificar les llistes de candidats aprovades pel Comitè Executiu a les eleccions generals, europees, autonòmiques i locals
- Establir línies generals de política electoral del partit
- Elegir els 5 membres del comitè de disciplina del partit
- Elegir els 5 membres de la comissió de finances del partit
- Elegir d'entre els seus membres per votació electe i secreta els membres del comitè Executiva
- Elaborar el mateix reglament de funcionament
- Dur a terme tot el que li encomani el Congrés

S'aixecava acta, que se sotmetia a votació, de l'acordat durant el Consell Polític.
El Comitè executiu (Executiva) és l'òrgan executor del Consell Polític. Està integrat pel president del partit, el secretari general i 9 membres elegits pel Consell Polític d'entre els seus membres en votació secreta.
Les seves funcions eren repartides entre els seus membres d'acord amb criteris d'operativitat. Les competències eren: 
- Organitzar i dirigir el partit internament, tot fixant-ne també l'estructura administrativa i els serveis permanents a iniciativa de la mateixa executiva o del secretari general.
- Tenir relacions amb altres grups polítics i socials
- Ostentar la representació del partit
- Autoritzar qualsevol pacte polític amb altres forces polítiques
- Aprovar els programes electorals del Partit
- Sancionar els reglaments d'organització i funcionament dels comitès locals
- Aprovar el mateix reglament de funcionament
- Gestió patrimonial i financera del partit
- Interpretar els estatuts
- Realitzar totes aquelles activitats i funcions adients per a la consecució dels objectius del partit i que no siguin atribuïdes a altres òrgans, així com fixar l'àmbit territorial d'actuació
- Aprovar l'adquisició de tota casta de béns mobles i immobles destinats al compliment dels fins estatutaris.

(article 36).
Es reunia una vegada al mes de manera ordinària i es fixava un ordre del dia. El convocava el president del partit. Extraordinàriament es podia convocar baix la petició ⅓ part dels seus membres. Si hi havia absència del president, el substituïa el secretari general, i si aquest també era absent el membre de major edat de l'executiva.
(article 37).
El president té les següents funcions: 
- Presideix els actes oficials i les reunions de Consell Polític i Comitè Executiu
- Ostenta la representació legal i política del partit
- Promou i coordina la seva activitat política i organitzativa

(article 38).
El secretari General tenia la tasca de coordinació tot executant els acords dels òrgans de partit i adoptant les mesures que siguin adients. Dirigia l'actuació del secretariat permanent i la resta d'òrgans de treball del partit.
(article 39).
La Comissió de Disciplina estava integrat per 5 vocals elegits pel Consell Polític mitjançant candidatures uninominatives, es podia votar un màxim de 3 candidats per cada elector i eren elegits els candidats que sumin més nombre de vots, en votació directe i secreta.
La convocatòria era acordada pel Comitè Executiu.
Els membres de la Comissió de Disciplina eren incompatibles amb qualsevol altre càrrec de partit.
Els membres d'aquesta comissió elegien d'entre ells un responsable que assumia la presidència.
(article 43).
La Comissió de Finances estava integrada per 5 vocals elegits pel Consell Polític, en la mateixa forma prevista per a la Comissió de Disciplina.
(article 44).
Era competència d'aquesta comissió La revisió anual dels comptes d'Unió Mallorquina. Informava el Comité Executiu cada vegada que ho sol·licitava i com a mínim una vegada a l'any.

## Règim econòmic administratiu
El patrimoni del partit el constitueixen tots els béns mobles i immobles, comptes corrents i dipòsits dels quals sigui titular podent adquirir béns de tota classe de conformitat amb les lleis i els seus estatuts.
Els recursos econòmics provenien: 
a) de les quotes periòdiques dels afiliats. El consell Polític podia revisar la quantitat econòmica de la qual estaven obligats tots els afiliats.
b) quotes extraordinàries acordades pel Consell Polític per tal de poder cobrir les despeses de caràcter extraordinari.
c) del rendiment de béns o venda d'altres productes del partit.
d) de les subvencions, llegats i donacions que es produeixin a favor del partit
e) del percentatge que s'estableixi sobre els havers percebuts dels càrrecs públics del partit
(article 50 dels Estatuts aprovats al Novè Congrés i article 53 dels Estatuts aprovats al Cinquè Congrés)
El Comitè executiu presentarà al Consell Polític la revisió de comptes de l'exercici anterior, informades per la comissió de finances, i el projecte de pressupostos anuals perquè aquest l'aprovi o el rebutgi. (article 51).
El partit tenia un llibre d'actes, un llibre de comptes i un llibre de socis.

## Joventuts del partit
Històricament, des de 1986, la joventut d'Unió Mallorquina fou Joves d'Unió Mallorquina (JUM), fins a l'any 1995 en què aquesta organització es fusionà amb Joventut Nacionalista de les Illes (JNI) per passar a anomenar-se Joventut Nacionalista de Mallorca (JNM).

## Presidents d'Unió Mallorquina
- Jeroni Albertí i Picornell (1982 - 1989)
- Antoni Pons Sastre (1989 - 1992)
- Maria Antònia Munar i Riutort (1992 - 2007)
- Miquel Nadal i Buades (2007 - 2009)
- Miquel Àngel Flaquer Terrasa (11 de juliol de 2009 - 22 de desembre de 2009)
- Joan Monjo Estelrich, interinament (22 de desembre de 2009 - 25 de gener de 2010)
- Josep Melià Ques (des del 25 de gener de 2010)

## Secretaris Generals
- Pere Joan Morey
- Josep Maria Busquets
- Antoni Pascual Ribot
- Bartomeu Vicens Mir
- Damià Nicolau Ferrà (2003 - 2007 i 11 de juliol de 2009 - 22 de desembre de 2009)
- Miquel Ferrer Viver (2007 - 2009)
- Joan Monjo Estelrich (des del 25 de gener de 2010)

## Candidats a la Presidència del Govern
- 1983: Jeroni Albertí i Picornell
- 1987: Jeroni Albertí i Picornell
- 1991: No presentaren canditat propi
- 1995: Maria Antònia Munar i Riutort
- 1999: Maria Antònia Munar i Riutort
- 2003: Maria Antònia Munar i Riutort
- 2007: Maria Antònia Munar i Riutort

## Diputats i Consellers
- Jeroni Albertí i Picornell
- Pedro Pablo Marrero
- José María Lafuente López
- Pedro Gonzalo Aguiló
- Antoni Roses Juaneda
- Maria Antònia Munar i Riutort
- Guillem Vidal Bibiloni
- Antoni Pascual Ribot
- Miquel Nadal i Buades
- Maximilià Morales Gómez
- Bartomeu Vicens Mir
- Dolça Mulet Dezcallar
- Catalina Julve Caldentey
- Josep Melià Ques
- Isabel Alemany Moyà
- Maria Antònia Sureda Martí
- Miquel Àngel Grimalt Vert
- Mateu Cañellas Martorell
- Francesc Buils Huguet
- Miquel Àngel Borràs Llabrés
- Joan Cerdà Rull
- Rafael de Lacy Fortuny
- Josep Melià Ques
- Miquel Riera Servera
- Josefina Sintes Janer
- Mateu Sedano Vidal
- Antoni Borràs Llabrés
- Ferran Trujillo Zaforteza